# Равлик виноградний
Равлик виноградний (Helix pomatia Linnaeus, 1758), також відомий як равлик великий виноградний, слимак виноградний або слимак садовий  — вид наземних молюсків класу черевоногих (Gastropoda) підкласу легеневих (Pulmonata) родини справжніх равликів (Helicidae).
Назва походить від того, що виноградних равликів знаходили в трав'яних заростях під кущами винограду в Бургундії.
Один з найвідоміших і найбільших видів наземних молюсків у Європі, традиційно застосовується в їжу та використовується як модельний об'єкт у багатьох біологічних дослідженнях.

## Опис

### Черепашка

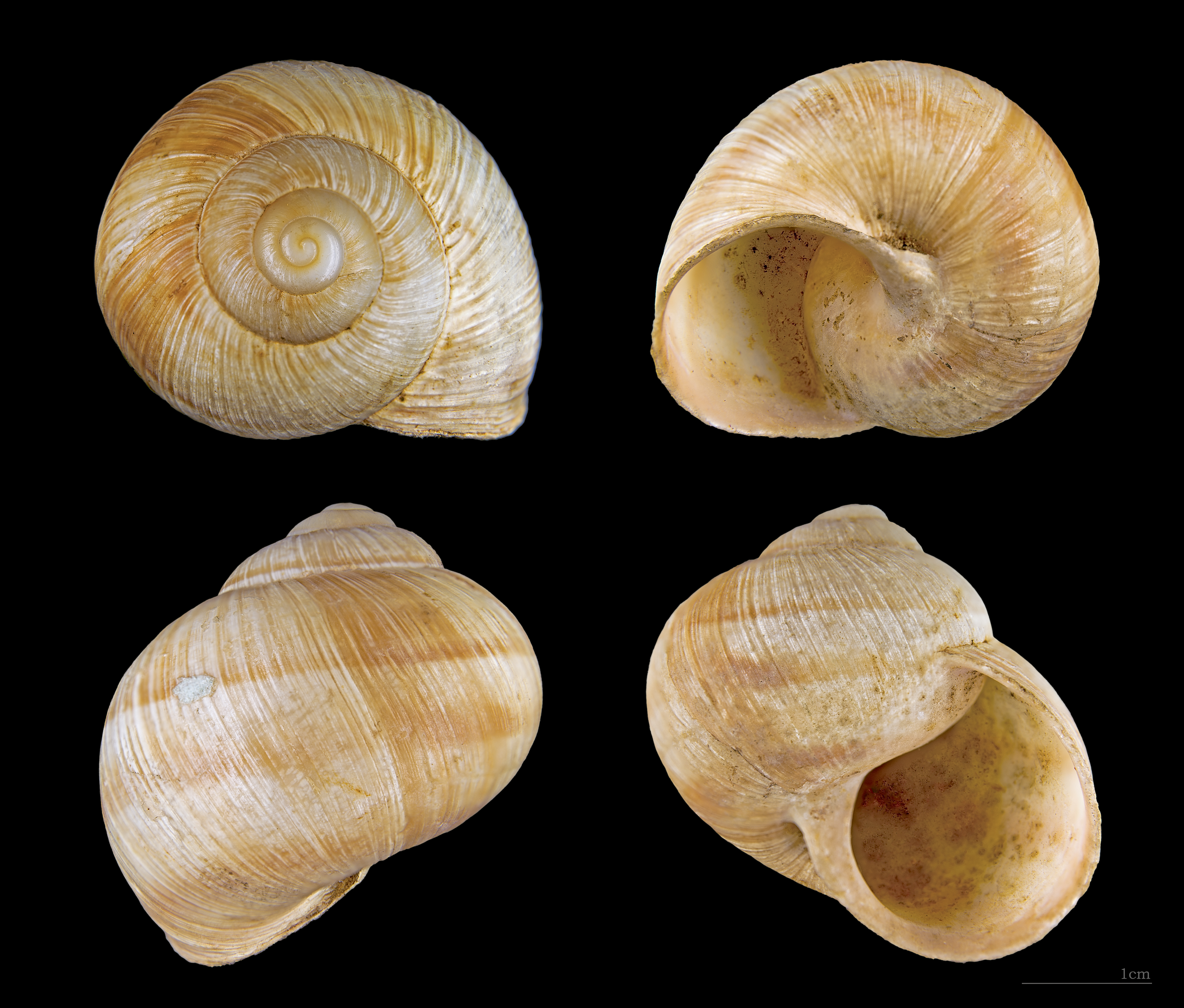
Черепашка H. pomatia

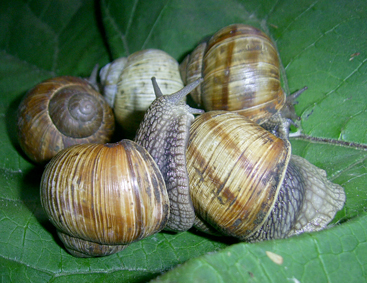
Виноградні равлики

У дорослих особин висота та ширина (діаметр) черепашки коливаються переважно в діапазоні від 30 до 50 мм (у більшості випадків не менше 38 мм). Має близько 4-5 обертів. Черепашка кулясто-дзигоподібна, з міцними стінками. Сильно відгорнутий колумелярний край устя майже повністю закриває пупок (у молодих особин пупок проколоподібний, напівзакритий). Поверхнева скульптура складається зі значно грубших радіальних зморшок, ніж у Helix lutescens, та спіральних ліній, краще помітних на черепашках молодих особин. Черепашка жовтувато-коричнева, рідше сірувато-біла. Часто має 5 темних спіральних смуг, часом ледь помітних на загальному темному фоні черепашки. З них перша смуга вузька і малопомітна, а друга і третя смуги переважно зливаються між собою, утворюючи одну широку стрічку. На стадії 2-х обертів стінки черепашки ще дуже тонкі та ламкі, значно просвічують, набагато світліші, ніж у дорослих особин (переважно світло-рогові). На стадії 2-х обертів ширина черепашки становить близько 10 мм, на стадії 3-х обертів — майже 20 мм (зрозуміло, що ці параметри можуть дещо варіювати, аналогічно до розмірів дорослих особин — від 30 до 50 мм. дивіться на початку тексту "Черепашки").

### Щупальця
Над ротовим отвором равлика є дві пари щупалець. Довжина передніх щупалець — губних — коливається від 2,5 до 4,5 мм. Вони несуть нюхову функцію. Довжина задніх щупалець — очних — від 1 до 2 см. На кінці останніх розміщені очі, всі рецептори яких містять однаковий фотопігмент, що є причиною колірної сліпоти тварини. Однак очі здатні не тільки розрізняти інтенсивність освітлення, але і бачити предмети на відстані до 1 см.

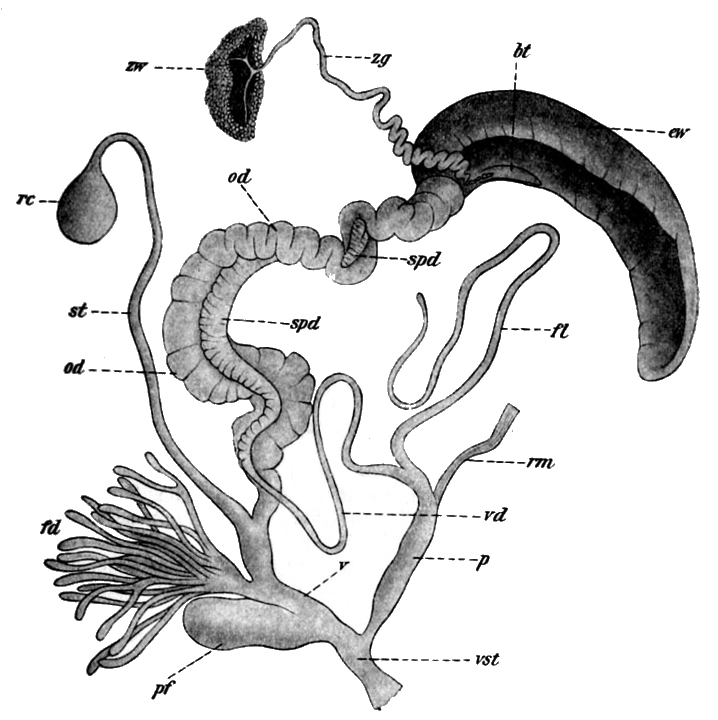
Статева система

Щупальця дуже рухливі. Задні можуть розташовуватися відносно один одного під кутом більшим за розгорнутий. Передні щупальця менш рухливі, положення змінюють лише у вертикальному напрямку, опускаючись і піднімаючись; зазвичай утворюють одне з одним тупий кут. Обидві пари дуже чутливі: при випадковому торканні предметом щупальця моментально ховаються всередину. Очні щупальця також негативно реагують на дуже яскраве світло.

## Поширення
Вид поширений у Європі за виключенням найбільш північних і південних її частин. Точні межі природного ареалу цього виду зараз встановити важко, оскільки його здавна використовували в їжу та спеціально завозили в різні регіони. В Україні найчастіше зустрічається у природних і антропогенних біотопах заходу країни, зареєстрований також в багатьох інших регіонах України, проте східна межа природного ареалу цього виду в Україні імовірно проходить по Дніпру.

## Екологія
Заселяє широкий спектр біотопів з різним ступенем затінення та зволоження. Часто зустрічається в населених пунктах або в їх околицях.
Часто живе в чагарниках, на світлих лісових узліссях (але не в глибині лісу), в садах, парках. Травоїдний, харчується як свіжими рослинами, так і мертвими залишками рослин, а для нарощування черепашки потребує солей кальцію. Цей равлик перебуває в активному стані з весни до перших холодів, коли закопується в землю на глибину до 30 см і впадає у сплячку (зимує, як правило, в одних і тих же укриттях). Під час зимівлі отвір черепашки закривається вапняним корком, товщина якого залежить від суворості холодів. У природі живе в середньому 7-8 років, може дожити до 20 років, якщо не буде з'їденим хижаками.